# Harry Bannink
Harry Bannink (10 de abril de 1929 - 19 de octubre de 1999) fue un compositor y pianista holandés. En su vida escribió más de 3.000 canciones.

## Biografía
Bannink estudió en el Conservatorio Real de La Haya, recibiendo su título en 1946. Inició su carrera musical terminando los años 1950, cuando se unió a una pequeña orquesta de baile como pianista. Sus composiciones para la obra Het staat u vrij (Delftsch Studenten Corps, 1958) fueron sus primeros trabajos para el teatro. Posteriormente escribiría canciones para artistas como Wim Sonneveld, Wieteke Van Dort y especialmente Annie M.G. Schmidt. Escribió música también para varios programas de televisión neerlandeces, entre ellos Ja zuster, nee zuster, t Schaep met de 5 poten, Sesamstraat, y De Stratemakeropzeeshow.
Desde 1973 trabajó con Edwin Rutten en el programa de televisión infantil De film van ome Willem (en donde apareció como director musical en cada episodio) y con el escritor Willem Wilmink, escribió una gran cantidad de canciones para el programa infantil educativo neerlandés Het Klokhuis.
Junto con Annie M.G. Schmidt escribió varios musicales. Posteriormente, escribiría la música para el funeral de Schmidt. Una de sus últimas actividades musicales fue un cederrón donde cantaba algunas de sus propias composiciones, y un libro con arreglos de piano con todas las canciones de la serie Ja zuster, nee zuster. Murió a los 70 años de un infarto cardiaco y fue enterrado en el cementerio de Enschede.
En el año 2000, se estrenó un documental del trabajo de Bannink en la televisión neerlandesa. En Enschede, su ciudad natal, le pusieron su nombre a un teatro local, y a una calle en Ámsterdam y Utrecht.
A pesar de haber escrito cerca de 3.000 canciones, Bannick no se consideraba a sí mismo como un compositor[cita requerida].
La mayoría de las letras de canciones escritas por Annie M.G. Schmidt fueron musicadas por Bannink.